# Sanctuaire Notre-Dame de Beauraing
Le sanctuaire Notre-Dame de Beauraing, également connu sous le nom de sanctuaire de la Vierge au cœur d'Or, est un édifice religieux catholique de style néo-roman qui est le sanctuaire marial construit après les apparitions de la Vierge Marie à cinq enfants, entre 1932 et 1933, dans la petite ville de Beauraing, en Belgique.
La construction de la première chapelle de ce sanctuaire marial débute en 1947, peu de temps avant la reconnaissance officielle des apparitions par Mgr Charue, évêque de Namur. Cette chapelle est consacrée en 1954. D'autres lieux de culte sont construits dans les années suivantes (la crypte, l'église supérieure), le site est progressivement aménagé, des bâtiments proches sont achetés par les responsables du sanctuaire pour accueillir et héberger les pèlerins. Le site s'étend et se développe jusqu'à la fin du XXe siècle. Ensuite vient le temps des rénovations et opérations d’entretien liées au vieillissement des installations.
En visite pastorale en Belgique (1985), le pape Jean-Paul II visite le sanctuaire en pèlerin et y célèbre la messe. En 2013, l'église du sanctuaire est élevée au rang de basilique mineure par le Saint-Siège.
Même si de nombreuses activités et retraites sont organisées, depuis une dizaine d'années, la fréquentation du sanctuaire diminue passant de 150 000 à 85 000 pèlerins par an.

## Localisation
Le sanctuaire est situé dans la petite ville de Beauraing, en Belgique, proche de la frontière française. La ville compte aujourd'hui 10 000 habitants.

## Historique

### Apparitions mariales de Beauraing

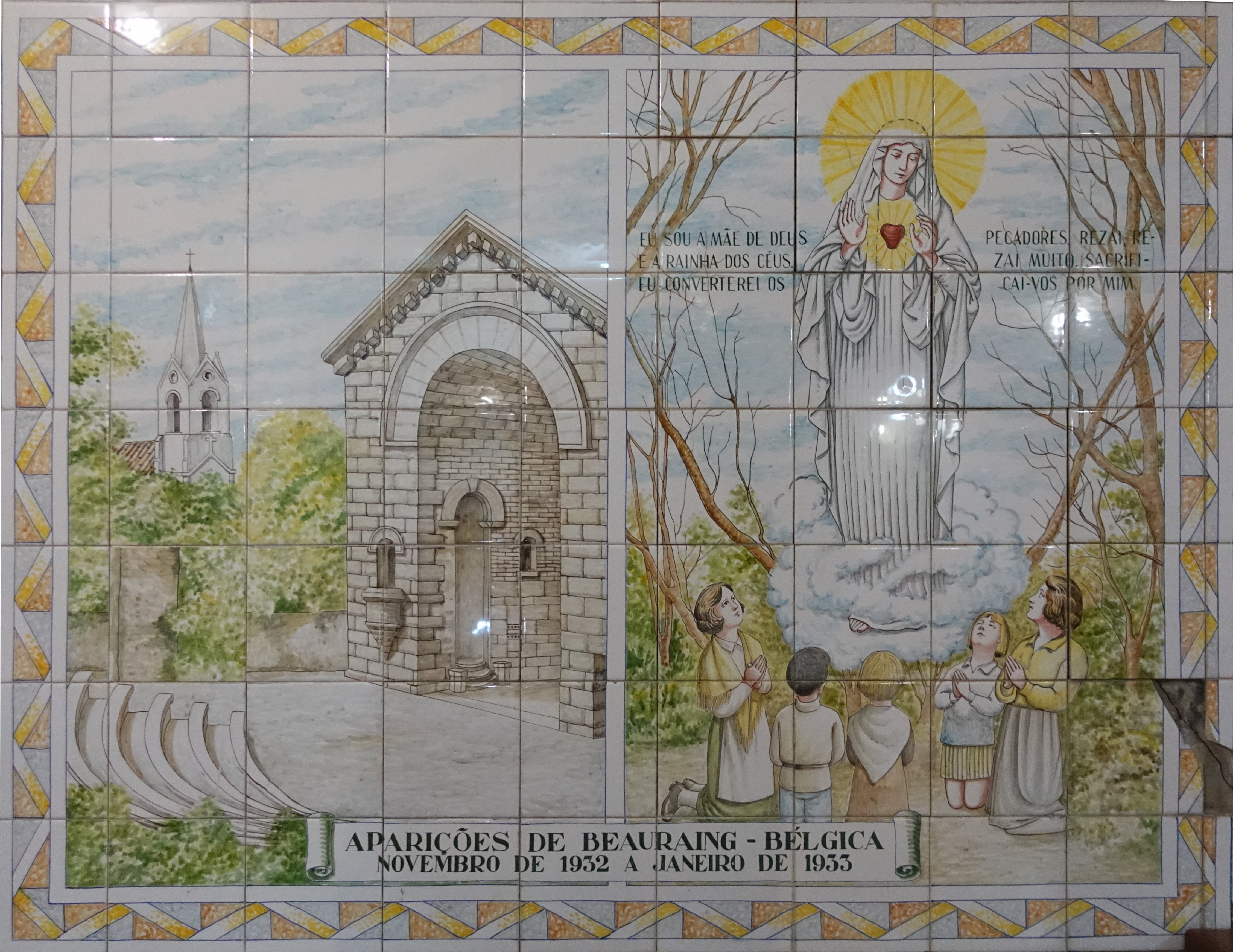
Azulejos représentant l'apparition (Ponte da Barca, Portugal).

Du 29 novembre 1932 au 3 janvier 1933, cinq enfants de Beauraing sont témoins de trente-trois apparitions mariales,,.
Ces événements entraînent durant, et après « les apparitions », une forte polémique dans la population entre les tenants de « la véracité des déclarations des voyants » et leurs opposants. Cette polémique a lieu à l'intérieur de l'Église catholique et en dehors. Après plusieurs enquêtes canoniques, l'autorité diocésaine décide de reconnaître les apparitions. Le culte à la Vierge est autorisé en 1943, et le caractère surnaturel des événements est officiellement reconnu en 1949. Avant même la reconnaissance officielle, des pèlerins se rendent sur le site des apparitions,,.

### Construction du sanctuaire

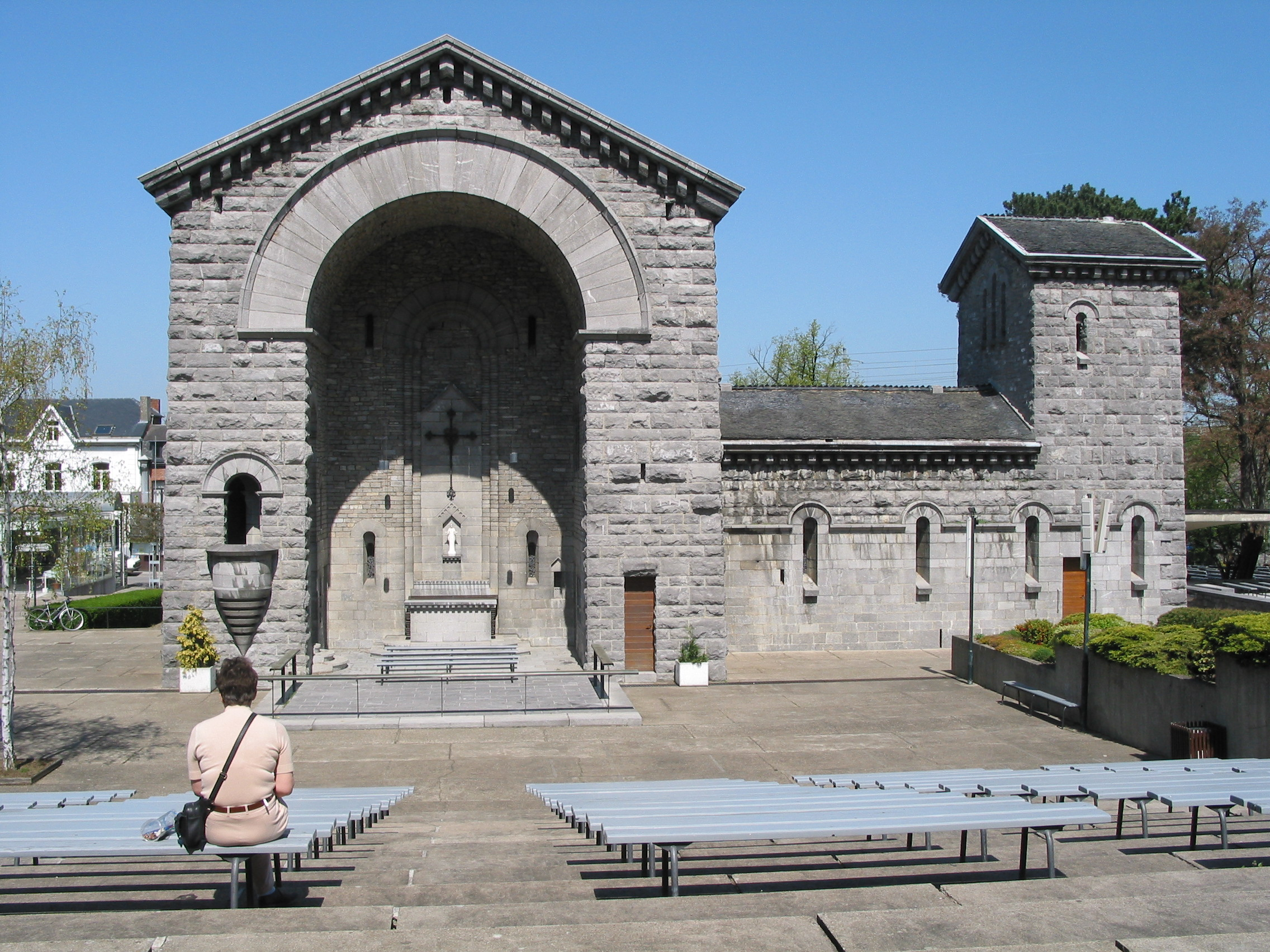
La chapelle mariale (architecte Michel Claes).

La construction de la première chapelle fait suite à une demande qu'aurait faite la Vierge le 17 décembre 1932 aux voyants. Ce n'est qu'après la reconnaissance du culte en 1943, puis la fin de la Seconde Guerre mondiale, que les travaux de construction de la « Chapelle Votive » vont pouvoir être entrepris. Ces travaux débutent en 1947 et sont terminés en 1954. La chapelle est bénie les 21 et 22 août 1954 par Mgr Charles-Marie Himmer, évêque de Tournai (et ancien vicaire de Beauraing).
Cette première chapelle est construite en pierres calcaires provenant de la région. Elle est l'œuvre de l'architecte Michel Claes (Namur, 1913 - Beauraing, 1995),. Passionné par l’architecture romane et l'harmonie des proportions basée sur le nombre d'or, Michel Claes (ancien assistant de Henry Lacoste, avec lequel il avait réalisé un premier projet pour le sanctuaire de Beauraing) a lu attentivement et annoté tous les ouvrages relatifs aux apparitions afin d'inscrire le message marial dans la construction.
Le jardin des apparitions est l'objet de multiples aménagements. Une statue, œuvre d'Aurélien Pierroux (le secrétaire du comité Pro Maria) remplace, le 22 août 1946, les représentations antérieurement mises en place. La statue avait d'abord été réalisée en terre glaise le octobre 1945 en suivant les indications des cinq enfants. Après approbation de l'œuvre par Mgr Charue, la statue a ensuite été taillée dans un bloc de marbre et a été placée à l’endroit précis où la Vierge est apparue.

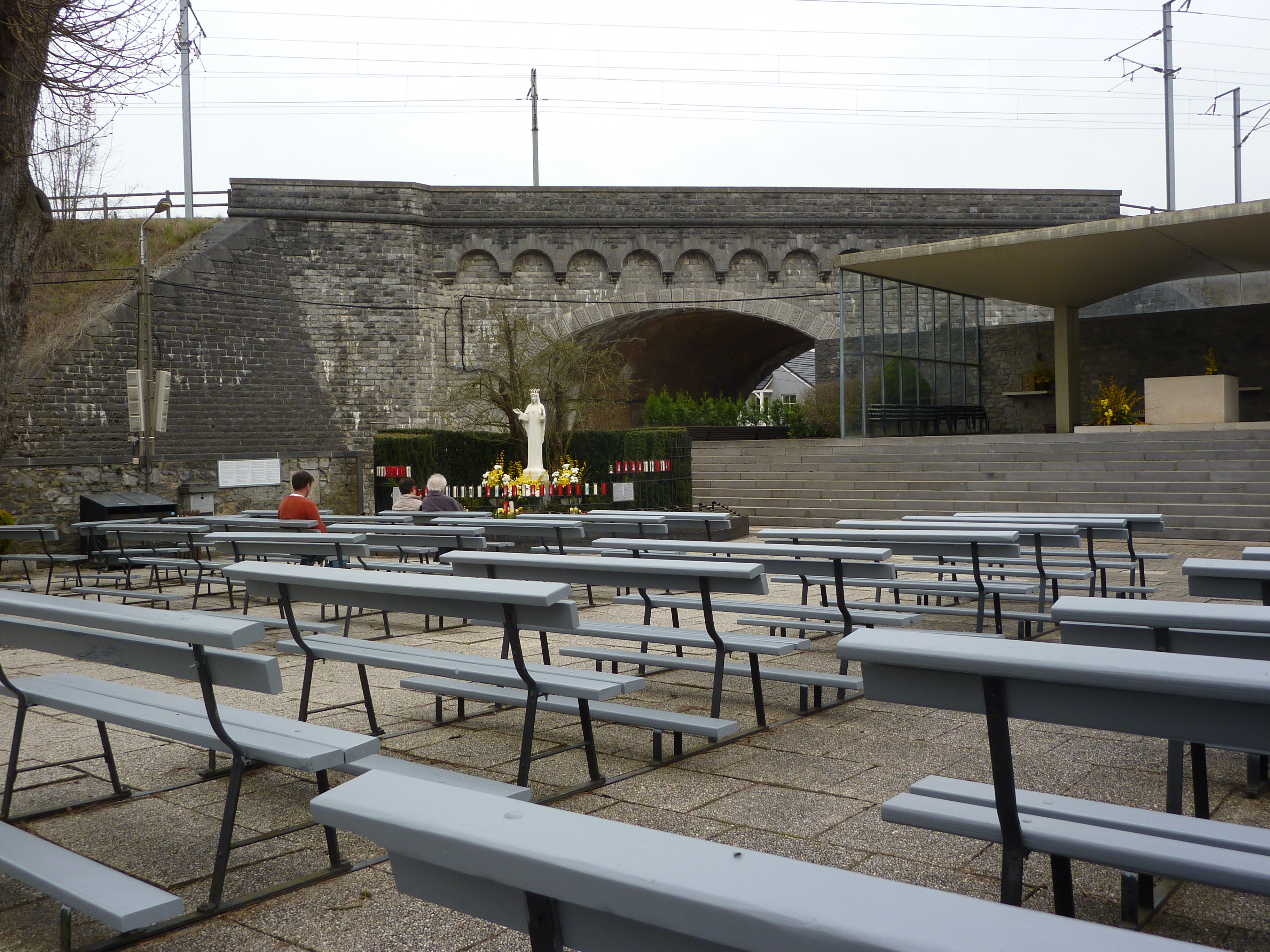
Podium et Vierge de l'Aubépine.

En 1946, l’œuvre « Pro Maria » (gestionnaire du sanctuaire) fait l'acquisition de la moitié de l'ancienne propriété des Ducs d'Ossuna, pour 8 250 000 francs belges. Cette acquisition comprend le château et un parc de 33 ha. Dans le cadre des activités du sanctuaire, l'association le « Castel-Sainte-Marie » y organise des retraites pour adultes et pour des groupes de jeunes ainsi des rencontres diverses.
Lorsque les sœurs de la doctrine chrétienne quittent leurs bâtiments pour s'installer près de la rue de Rochefort (au tournant de 1950), elles libèrent les bâtiments de l'école qui sont récupérés par le Sanctuaire pour y organiser un accueil des malades.
En 1953, un carillon est placé au sommet de la tour de Hainaut. Le carillon est réalisé grâce à la générosité et à la compétence de l'abbé Molitor : vingt-neuf cloches fondues par la fonderie Michiels de Tournai. Elles sont bénies par Mgr Martin, archevêque de Rouen et Mgr André-Marie Charue, évêque de Namur.
La « crypte Saint-Jean » est construite à proximité de la chapelle, et un podium est construit au-dessus de ce lieu de culte.

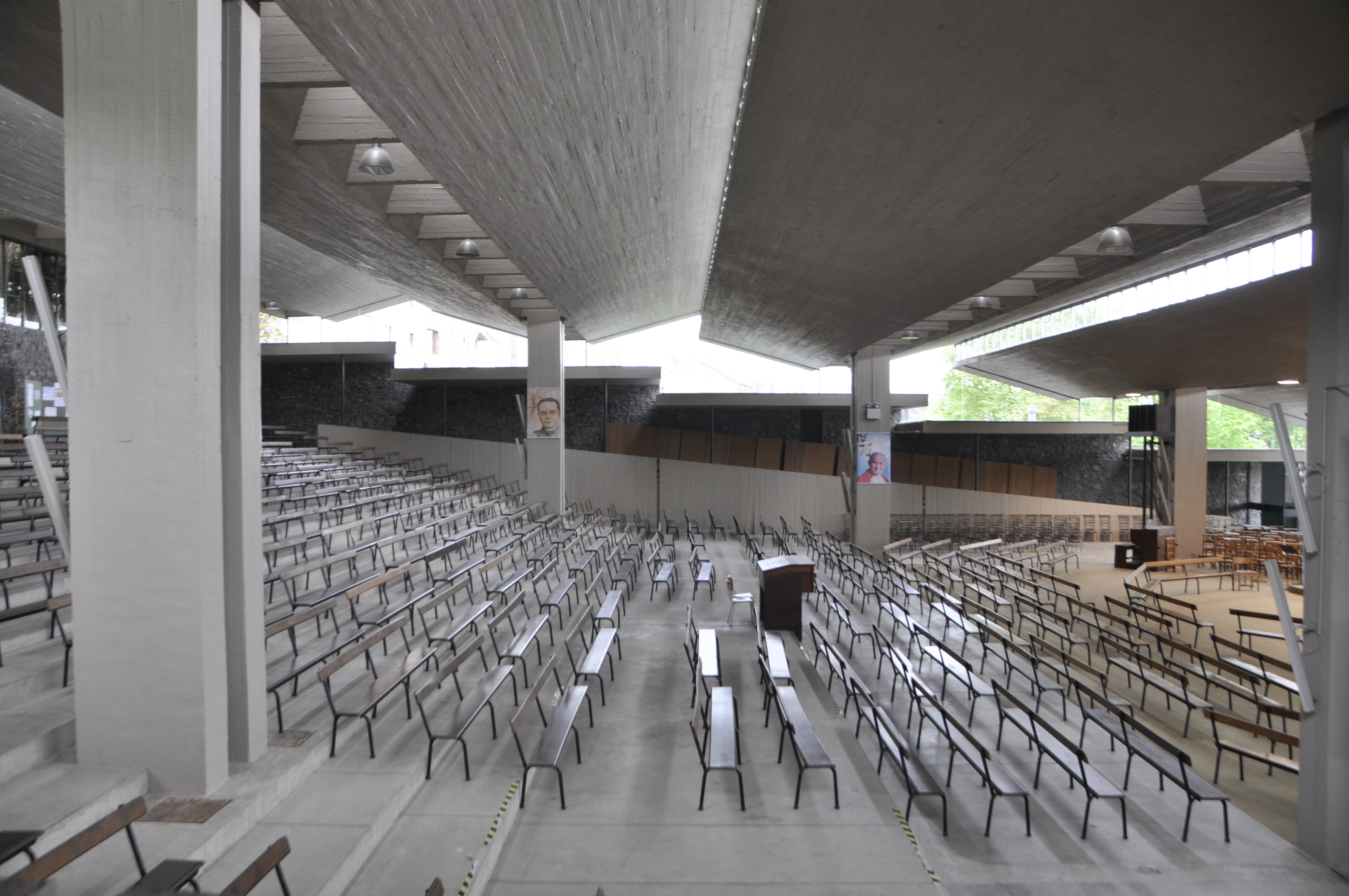
L'intérieur du sanctuaire, réalisation de l'architecte Roger Bastin.

L'église supérieure est construite de 1964 à 1968, et elle est consacrée à la Mère de Dieu. Ce grand bâtiment en béton est construit sur la colline selon les plans de l'architecte Roger Bastin (et G. Van Oost, collaborateur), au-dessus d'une crypte.
L'année 2007 a été marquée par d'importants travaux de restauration du Castel-Sainte-Marie et de la tour Charles-Quint.
En 2020, des failles dans le béton du podium, situé au-dessus de la crypte Saint-Jean, et des soucis d’étanchéité sont décelés. Un ingénieur, mandaté pour étude constate que la structure est endommagée, « le plafond est en très mauvais état ». Devenu dangereux, l'accès à la crypte est fermé, en attendant les travaux.

### Grands événements dans le sanctuaire
- En 1982, à l'occasion du cinquantenaire des apparitions, le jésuite Camille-Jean Joset réalise une série de cinq dossiers historiques sur les faits :

1. Thomas-Louis Heylen, 26e évêque de Namur (1899–1941), président du comité permanent des Congrès Eucharistiques Internationaux (1901–1941) confronté aux apparitions de Beauraing ;
2. André-Marie Charue, 27e évêque de Namur (1941–1974), reconnaît les apparitions ;
3. Au rendez-vous de Notre-Dame, message d'un demi-siècle 1932–1982 ;
4. Sources et documents primitifs inédits antérieurs à la mi-mars 1933 ;
5. Enquêtes officielles 1933–1951.

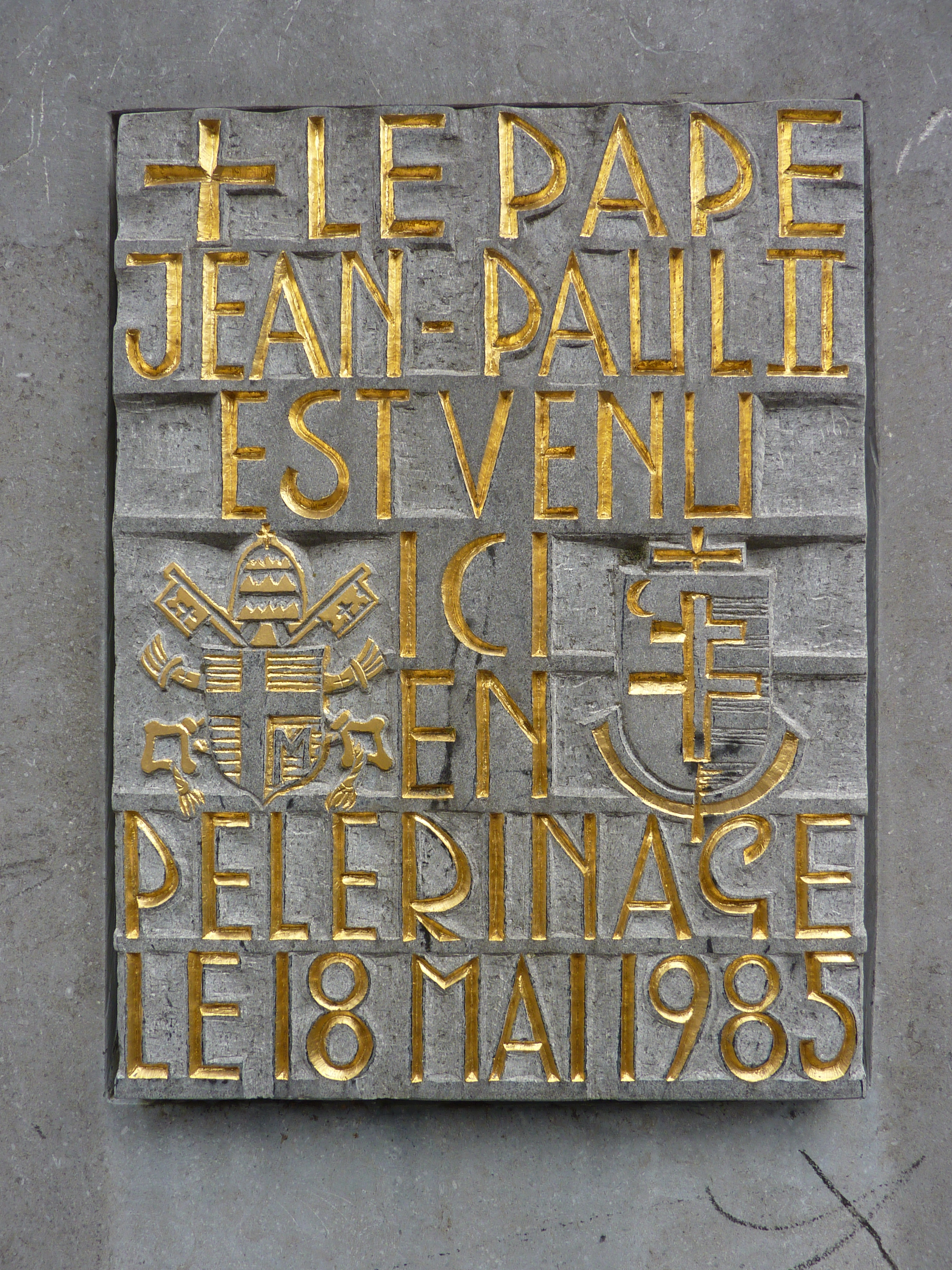
Plaque mémorielle en souvenir du pèlerinage de Jean-Paul II.

- Le 18 mai 1985, le pape Jean-Paul II se rend en pèlerinage sur le lieu des apparitions[2]. Il s'arrête au jardin des apparitions et rencontre les voyants et leurs familles, puis il célèbre une messe en plein air.
- À l'occasion du 75e anniversaire des apparitions, de multiples événements ont été organisés, dont une messe télévisée en Eurovision le 15 août 2007. Un livre mémorial a été écrit par le recteur des sanctuaires et le président du séminaire de Namur[11].
- Le 13 avril 2013 sont lancées officiellement un ensemble de 19 routes de pèlerinages[N 2], permettant de rejoindre le sanctuaire à pied ou à vélo, depuis toute la Belgique[12].
- Le 22 août 2013, l'église du sanctuaire est élevée au rang de basilique mineure par le pape[13],[14], lors de la messe de clôture des festivités du jubilé du 80e anniversaire des apparitions.
- Le 14 février 2015 ont lieu dans le sanctuaire les funéraille de Gilberte Degeimbre, la dernière des 5 voyants de Beauraing[15],[16].

### Recteurs des sanctuaires
Liste des Recteurs du sanctuaire depuis sa fondation :
1. 1943–1972 : chanoine Henri Massart
2. 1972–1989 : abbé Albert Chenot
3. 1989–1996 : chanoine Louis Son
4. 1996–2007 : abbé Jacques Gilon
5. 2008–2019 : abbé Claude Bastin
6. 2019-ajd. : chanoine Joël Rochette (Vicaire général du Diocèse de Namur)

## Description

### Présentation générale
Le sanctuaire est composé d'un ensemble de bâtiments construits progressivement, ou achetés et agrégés à l'ensemble.
À l'entrée se trouve un édifice de style néo-roman en calcaire bâti de 1947 à 1954 par l'architecte Michel Claes. Il s'agit de la première chapelle construite sur le site. Au-delà, se trouve une esplanade en pente dominée au fond par « l'église supérieure », elle-même construite sur la « grande crypte », et couverte d'une importante structure en béton étagée sur la pente du terrain.
À gauche de l'entrée, se trouve « l'enclos de la Vierge à l'Aubépine ». Ce lieu est un espace de recueillement dallé et ombragé par quelques grands arbres. Cet espace est délimité sur deux côtés par un auvent en voiles de béton (également réalisé par R. Bastin).
« L'Hospitalité » et « l'Accueil » du sanctuaire sont installés dans l'ancien bâtiment de l'Institut des sœurs de la doctrine chrétienne. Ces bâtiments ont été aménagés (et récemment rénovés) pour accueillir des groupes de malades et accompagnants venant de Belgique et de l'étranger.

### La chapelle
Ce bâtiment en pierres taillées est l’œuvre de l'architecte Michel Claes. Conçu dans un style néo-roman, bâti en pierres de taille, dans du calcaire de la région, l'architecte a souhaité inscrire le message marial dans la construction et la symbolique des éléments. Ainsi : 
- Les trois claveaux des fenêtres de l'abside évoquent la Trinité et le dernier jour des apparitions, le 3 janvier 1933
- Les cinq ouvertures vers le lieu des apparitions symbolisent les cinq enfants, que l'on retrouve dans la loge des voyants, où les deux ouvertures représentent les deux sœurs Degeimbre et les trois lobes les trois enfants Voisin.
- L'ensemble est surmonté d'une rosace stylisant une fleur d'aubépine (arbrisseau auprès duquel la Vierge est apparue)
- les sept claveaux surmontant la chaire de vérité appellent sur le prédicateur les sept dons du Saint-Esprit
- les sept rainures - sources de vie coulant sous le vitrail de la Vierge - figurent les sacrements
- Les quinze pierres surmontant les baies du clocher de la pénitencerie sont un écho aux mystères du Rosaire cités lors du chapelet quotidien
- Les dix-sept claveaux de l'arcade d'entrée rappellent que c'est un 17 décembre que la Vierge a demandé une chapelle
- Les vingt-et-un triangles surmontant la fenêtre mariale commémorent le jour de décembre où la Vierge s'est manifestée comme « Vierge immaculée ».

Cette symbolique des nombres, omniprésente dans les éléments architecturaux, s'allie à une parfaite maîtrise technique. Ainsi l'entrée est asymétrique : à gauche, cinq piliers surmontés de cinq arcs qui se fondent progressivement en un seul évoquent les voix des cinq enfants qui s'unissaient quand apparaissait la Vierge. Mais cette entrée asymétrique est également ainsi conçue pour faciliter une sortie plus rapide des pèlerins les jours de grande affluence.
L'architecte a dessiné chaque élément pierre par pierre, réalisant des centaines de plans, des milliers de dessins et de gabarits en zinc à l'usage des tailleurs de pierre.
Si le bâtiment est riche en symboles religieux, il est aujourd'hui mal adapté aux célébrations selon le concile Vatican II. Mais il favorise l'adoration qui y est possible chaque jour, car les murs épais du bâtiment, évoquant la force de la mère du Christ, isolent du bruit et du monde extérieur, et favorisent le recueillement.
Dernièrement, de gros travaux ont été réalisés dans cette chapelle.

### Le jardin des apparitions
À gauche de l'entrée, se trouve « l'enclos de la Vierge à l'Aubépine ». Ce lieu est un espace de recueillement dallé, et ombragé par quelques grands arbres. Cet espace est délimité sur deux côtés par un auvent en voiles de béton (également réalisé par de R. Bastin).
Après un temps de fermeture au public, un réaménagement complet du jardin et une restauration de la statue de la Vierge ont eu lieu en 2024.

### L'église supérieure
Construite de 1964 à 1968, l'église est consacrée à « Marie Mère de Dieu » en 1968. Il s'agit d'un grand bâtiment en béton construit sur la colline selon les plans de l'architecte Roger Bastin et G. Van Oost (son collaborateur). Ce bâtiment permet d'accueillir jusqu'à 5 000 pèlerins. L'ensemble est couvert d'une importante structure en béton étagée, suivant la pente du terrain,.
Ce bâtiment est construit au-dessus de « la grande crypte » qui supporte cette église. Au début des années 2000, la restauration des bétons, victimes d'un défaut ou d'une maladie inconnue à l'époque, a coûté un million d'euros au sanctuaire.
L'église est décorée d'un chemin de croix en céramique réalisé par Max Van der Linden,.

### La crypte
La crypte Saint-Jean, aussi appelée « église du Rosaire », peut contenir 700 personnes. Elle est située sous l'église supérieure.
La crypte accueille chaque jour des pèlerins de passage, ainsi que des célébrations en hiver et la « récitation du chapelet ».
Dans la crypte se trouve une relique de saint Jean-Paul II (venu en visite à Beauraing en mai 1985). Cette relique est placée dans un tabernacle de la chapelle votive.
En 2020, la découverte de fissures et de fuites dans le béton oblige à fermer temporairement la crypte, afin de sécuriser le site en attendant de réaliser les travaux nécessaires. Des étançons sont mêmes posés pour éviter que l’autel de 12 tonnes, placé sur le podium juste au-dessus de la crypte, ne vienne à tomber.

### Le musée
Un musée a été constitué pour permettre « la sauvegarde des souvenirs des apparitions ». Celui-ci a ouvert ses portes le 1er mai 1951 dans les locaux de l'actuelle Salle de l'Amitié. Il a ensuite été transféré en face de l'église. Aujourd'hui, le musée jouxte le magasin Pro Maria, rue de l'Aubépine.
Ce musée contient plus de 800 reproductions de statues de la « Vierge de Beauraing » provenant de tous les pays.

### Les hébergements
« L'Hospitalité » et « l'Accueil » du sanctuaire sont installés dans l'ancien bâtiment de l'Institut des sœurs de la doctrine chrétienne. Ces bâtiments ont été aménagés (et récemment rénovés) pour accueillir durant 3 jours des groupes de malades et accompagnants venant de Belgique, Hollande, France. Ce sont plus de 30 « triduums » qui sont organisés chaque année pour ces pèlerins.

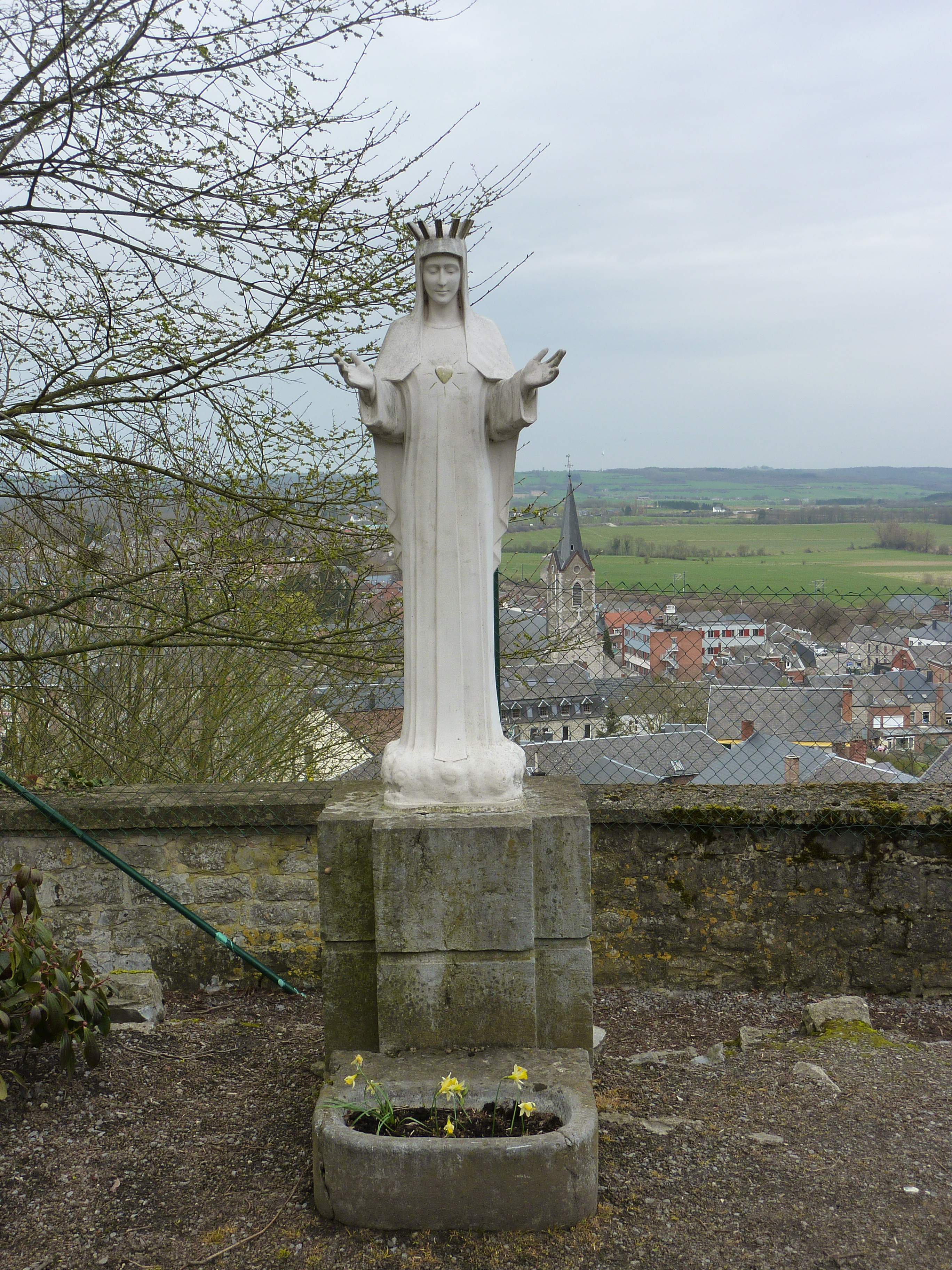
Statue de la Vierge au Cœur d'or dans le jardin.

Divers bâtiments et dépendances du château des Ducs d'Ossuna (comme les chapelles de la tour Charles-Quint et de la tour de Hainaut), ont été aménagés pour accueillir et héberger des pèlerins. Ces différents lieux, ayant chacun leur vocation propre, sont dénommés « maisons de l'Épi », Jéricho ou Bethléem.
Une réplique de la statue d'Aurélien Pierroux se dresse dans le parc du château sur le socle anciennement occupé par la comtesse Françoise de Beaufort-Spontin, duchesse d'Osuna.

### Le carillon
Un carillon a été placé au sommet de la tour de Hainaut. Construit grâce à la générosité et à la compétence de l'abbé Molitor, vingt-neuf cloches fondues par la fonderie Michiels de Tournai sont bénies en 1953 par Mgr Martin, archevêque de Rouen et Mgr André-Marie Charue, évêque de Namur. Les cinq plus grosses cloches ont pour parrain et marraines les cinq voyants.
Cet instrument possède un clavier et un pédalier, en plus d'un mécanisme automatique. Après quelques années, le carillon s'est tu. À l'occasion du 50e anniversaire des apparitions, il a été décidé par l'AG de l'ASBL Pro Maria (le 18 mars 1982) de moderniser et  électrifier le carillon. Les « Ets Demlenne et fils » ont été chargés des travaux, avec une demande de mise en fonction pour le 29 novembre 1982. Depuis cette date, vingt chants automatiques sont possibles sur le carillon.

## Activités et événements

### Événements
Jusqu’en 2007, le sanctuaire a été le lieu de sessions du Renouveau charismatique.
Dans le cadre des activités du sanctuaire, l'association le « Castel-Sainte-Marie » organise des retraites pour adultes et pour des groupes de jeunes ainsi des rencontres diverses. Des retraites de 3 jours sont régulièrement organisées (plus de 30 « triduums » par an), ou des groupes de malades et accompagnants venant de Belgique et de l'étranger, se retrouvent pour prier et faire une retraite dans le sanctuaire, bénéficiant des hébergements du site,.
Tout au long de l’année, en plus des randonneurs qui suivent les 19 routes de pèlerinages menant au sanctuaire, Beauraing accueille les « sessions famille » de la communauté de l'Emmanuel. Plus spécifiquement, des pèlerinages pédestres rejoignent Beauraing tous les 1er samedis (jour de récollection) et les 2e et 3e dimanches de chaque mois.
Le calendrier est parsemé de « grandes dates » faisant l'objet de célébrations particulières,, :
- le 15 août : avec l'hommage des enfants Marie (fête de l'Immaculée Conception)
- les 21 et 22 août avec la veillée et le pèlerinage international des fêtes du Cœur immaculé de Marie)
- 1er dimanche d'octobre : le rassemblement diocésain
- 29 novembre, le jour anniversaire de la première apparition

En septembre 2015, les responsables du sanctuaire organisent une « bénédiction des téléphones et tablettes », lors d'une cérémonie religieuse, dans le cadre d'une journée consacrée à la place des médias dans l’Église.
En 2018, une pièce de théâtre relatant les apparitions de Beauraing est montée dans le sanctuaire. Au dire des organisateurs, la pièce « connaît un succès » et elle est rééditée les deux années suivantes. Une douzaine de représentations ont été données. Les responsables du lieu indiquent que « la pièce est fidèle au contexte de l’époque, dans lequel plonge littéralement le spectateur dès le tout début grâce aux costumes ».
Au cours de la dernière décennie, le site connaît une forte baisse de sa fréquentation, ainsi, si les responsables attendaient encore 2 000 participants pour le grand pèlerinage annuel en 2019, la fréquentation du site sur l'année est passée de 150 000 pèlerins en 2006 à 85 000 en 2018.
La pandémie de Covid-19 en 2020, et les règles de restriction sanitaire ont amené les responsables du sanctuaire à réorganiser leurs activités en déployant de nouveaux services sur le net, même si des pèlerins continuent de se rendre sur le sanctuaire pour y prier.
Dans la nuit du 19 et 20 juin 2021, le sanctuaire, tout comme la ville de Beauraing, est frappé par une mini-tornade, causant de nombreux dégâts matériels. La statue de la Vierge est miraculeusement intacte bien que l'aubépine soit endommagé.

### Publications
Une revue bimestrielle fait l'écho des activités du sanctuaire, il s'agit de La Voix de Beauraing. Cette revue paraît depuis 1933 et a vu le jour sous le nom de l'Officiel de Beauraing, titre qui parut trop pompeux pour les autorités ecclésiastiques de l'époque.